# Ancinnes
Ancinnes är en kommun i departementet Sarthe i regionen Pays de la Loire i nordvästra Frankrike. Kommunen ligger i kantonen Saint-Paterne som tillhör arrondissementet Mamers. År 2022 hade Ancinnes 917 invånare.

## Befolkningsutveckling
Antalet invånare i kommunen Ancinnes
| Referens: INSEE |